# Raoul cambrai-i gróf
Raoul vagy Rudolf (867 körül – 896. június 17.) középkori frank nemes, Cambrai grófja.

## Élete
Raoul 867 és 870 között született. Apja I. Balduin flamand gróf, anyja a Karoling-házból származó Martell Judit, II. Károly frank császár lánya. Feltehetően bátyja közbenjárására nevezték ki Cambrai grófjává: II. Balduin támogatta Odó nyugati frank király megválasztását 888-ban és cserébe feltehetően elérte, hogy öccse megkapja a szomszédos grófságot. Mivel Balduin és Odó király 892-ben összevesztek a Saint-Bertin apátság miatt, ekkor már feltehetően nem támogatta volna a király Balduin egyik rokonának kinevezését.
895-ben bátyjával együtt támogatták Zwentibold lotaringiai királyt. Raoul támogatta bátyja hadjáratát Vermandois Grófság ellen, 892-ben elfoglalta Arras, Saint-Quentin és Péronne városokat. 896. június 17-én I. Heribert vermandois-i gróf elfogta és kivégeztette.

## Családja és leszármazottai
Felesége neve nem ismert. Feltehetően legalább egy gyermekük született, mivel Izsák cambrai-i gróf, Raoul utóda, állítólag Raoul lányát vette feleségül.